# 70-79
De jaren 70-79 (van de christelijke jaartelling) zijn een decennium in de 1e eeuw.

## Gebeurtenissen
Europa

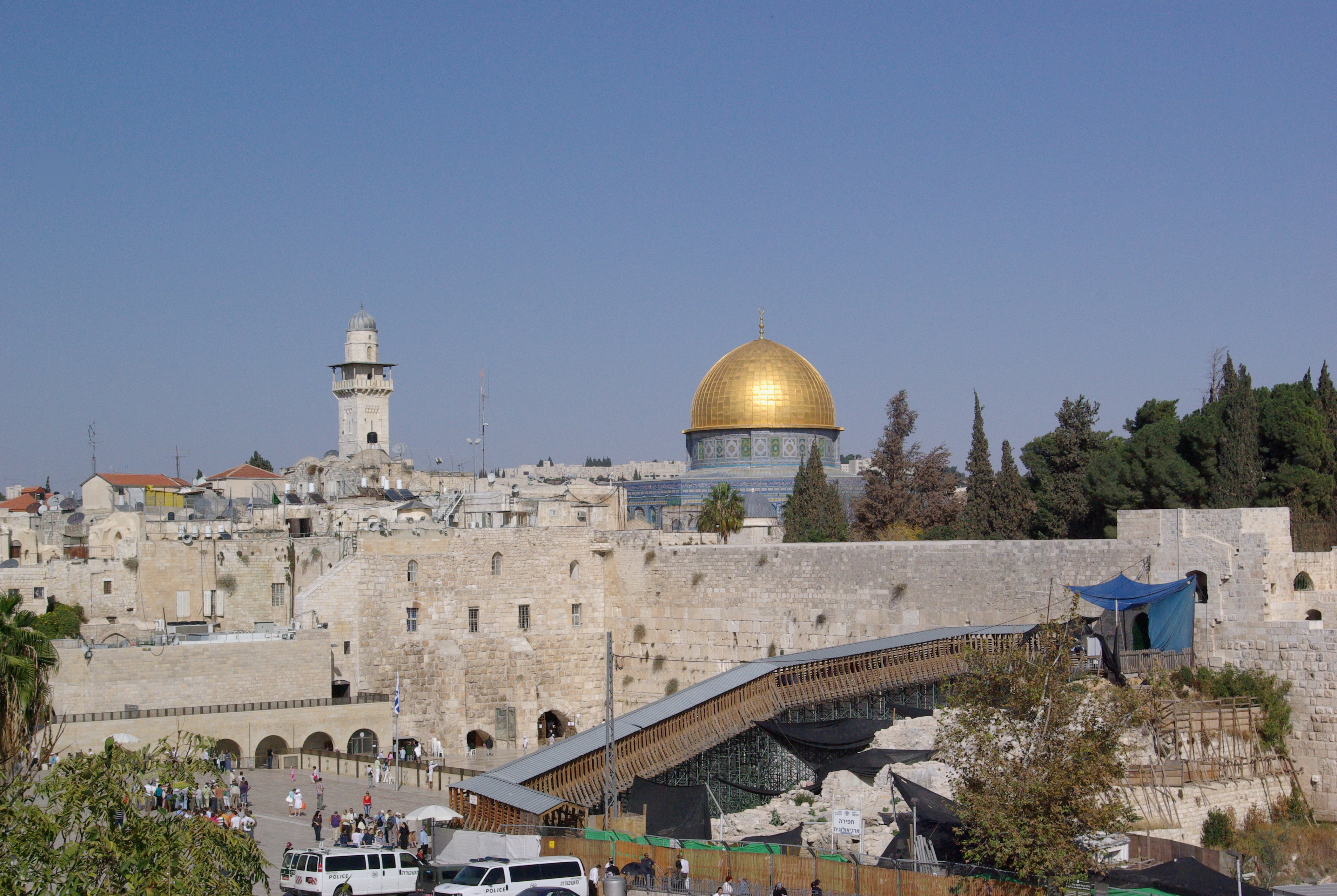
De Klaagmuur, het enige zichtbare restant van de tweede Joodse Tempel in Jeruzalem

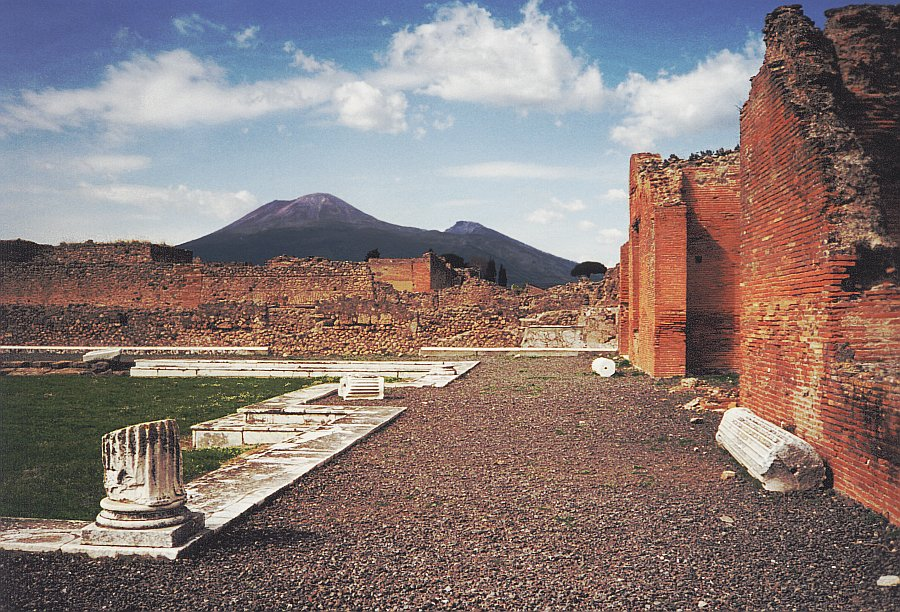
De vulkaan Vesuvius gezien vanuit Pompeï

- Begin van de Flavische dynastie in het Romeinse Rijk. Keizer Vespasianus hervormt de staatsfinanciën.
- Op de plaats van het Domus Aurea van Nero wordt tussen 72 en 79 het Colosseum

gebouwd door keizer Vespasianus.
- 72: Een steppevolk, de Alanen valt de Kaukasus binnen.
- 74: Het spijkerschrift verdwijnt.
- 79 - Een grote uitbarsting van de vulkaan Vesuvius verwoest Pompeï en Herculaneum.

Midden-Oosten
- 70: Laatste jaar van de Joodse oorlog: Titus, de zoon van keizer Vespasianus, verovert Jeruzalem. De tweede Joodse Tempel in Jeruzalem wordt door de Romeinen vrijwel met de grond gelijk gemaakt. Het enige zichtbare restant is een stukje fundament wat nu de Klaagmuur is.

## Belangrijke personen
- Keizer Vespasianus van Rome
- Keizer Titus van Rome

### Geboren
- 76: Publius Aelius Hadrianus, latere keizer van Rome.
- 78: Zhang Heng, Chinees wetenschapper.

### Overleden
- 79: Keizer Vespasianus van Rome.
- 79: Plinius de Oudere, door de uitbarsting van de Vesuvius.

<< · 70 · 71 · 72 · 73 · 74 · 75 · 76 · 77 · 78 · 79 · >>
<< · 1-9 · 10-19 · 20-29 · 30-39 · 40-49 · 50-59 · 60-69 · 70-79 · 80-89 · 90-99 · >>